# 20787 Mitchfourman
20787 Mitchfourman este un asteroid din centura principală de asteroizi.

## Descriere
20787 Mitchfourman este un asteroid din centura principală de asteroizi. A fost descoperit pe 2 septembrie 2000 la Socorro, New Mexico, în cadrul proiectului LINEAR. Asteroidul prezintă o orbită caracterizată de o semiaxă mare de 2,27 ua, o excentricitate de 0,15 și o înclinație de 4,8° în raport cu ecliptica.